# Vézannes
Vézannes település Franciaországban, Yonne megyében. Lakosainak száma 52 fő (2022. január 1.). Vézannes Vézinnes, Collan, Bernouil, Dyé, Junay és Tissey községekkel határos.

## Népesség
A település népessége az elmúlt években az alábbi módon változott:
| Lakosok száma | 45   | 47   | 50   | 49   | 50   | 52   | 52   | 52   | 52   |
|               | 2013 | 2015 | 2016 | 2017 | 2018 | 2019 | 2020 | 2021 | 2022 |